# نورا وول
نورا وول (بالإنجليزية: Nora Wall)‏ هي راهبة أيرلندية، ولدت في 1948.